# ロコシュ

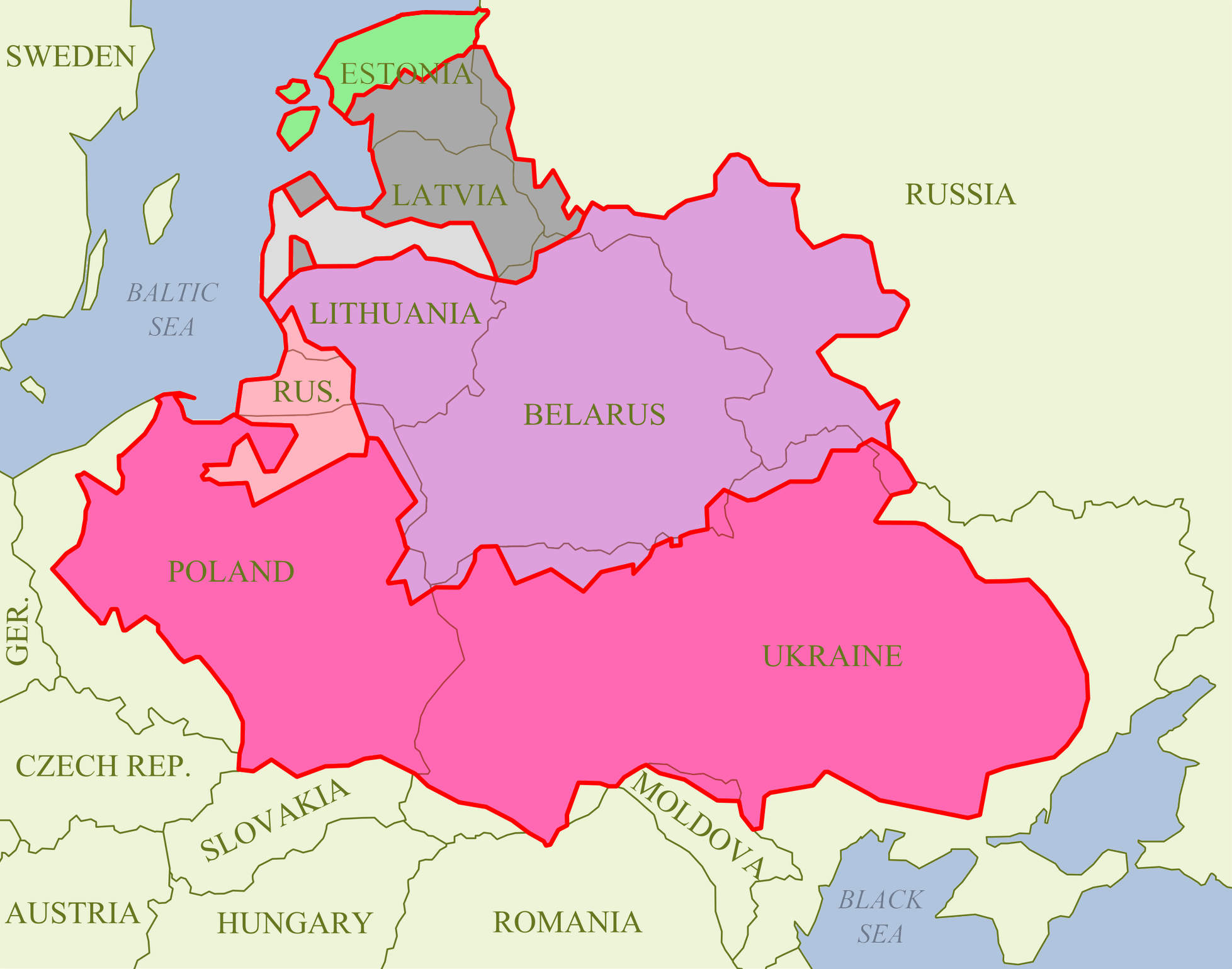
1619年のポーランド・リトアニア共和国（北の黄緑の部分はスウェーデン領エストニア）

ロコシュ (Rokosz) は、ポーランド語で強訴を意味する。この言葉はハンガリー語で「集会」を表す言葉のラーコシュ (Rákos) が起源である外来語である。
14世紀から18世紀まで存在したポーランド・リトアニア共和国（俗に「ポーランド」と呼ばれる）では、「黄金の自由」と呼ばれた貴族民主主義の政治システムの体制下で、
- 国王（すなわち中央政府）と大貴族（マグナート）たち
- 国王と貴族（シュラフタ）たち
- ポーランド国会（セイム）と一部の少数派貴族たち

の間で利害の対立が深刻化した際にしばしば大規模な強訴が発生した。
17世紀に入ってヨーロッパで穀物価格が大きく下がると、穀物が重要な輸出品であったポーランドの国内で社会の各階層どうしの利害対立が広まり、ロコシュの規模が大きくなった。1606年にはミコワイ・ゼブジドフスキをリーダーとしたカトリックとプロテスタントの両派からなる有力貴族たちのグループが、民主主義を廃止して絶対主義を確立しようと画策する国王ジグムント3世とそれを後押しするイエズス会に対して、黄金の自由と宗教的寛容（プロテスタントの権利の保護）の2つを求めて大規模なロコシュを起こした（ゼブジドフスキの乱）。
ロコシュは、当時のポーランドでは「ヘンリク条項」や「パクタ・コンヴェンタ」により法的に明確に定められた権利（抵抗権）で、全てのシュラフタにその権利が認められており、強訴が鎮圧されても首謀者は強訴そのものの行為では罪に問われない。実際に、上記のゼブジドフスキの乱でも、反逆罪は適用されなかった。フメリニツキーの乱でも、フメリニツキーはワルシャワの中央政府で正式に登録されたコサックで、シュラフタであったかどうかは議論があるところではあるが、登録コサックであれば少なくともシュラフタに準ずる存在とはみなされており、本人も叛乱の際にポーランド国王の慈悲を仰ぐ錦の御旗を立てることで、これはポーランド国家そのものに対する反逆行為ではなくロコシュであることを、暗にアピールしている。